# Annie Herguido
Annie Herguido, née en 1943, est une enseignante et écrivaine française.

## Biographie
Annie Herguido naît le 21 juin 1943. Elle reçoit sa licence et devient en septembre 1964, au moment où le système éducatif français manque d'enseignants, professeur de français, de latin, d'arts plastiques et d'espagnol. Elle enseigne ces matières pendant trente-sept ans au collège et au lycée d'Excideuil, à des établissements secondaires de Coulounieix-Chamiers et de Périgueux, tels que le lycée Laure-Gatet ou le lycée Bertran-de-Born notamment. Étant une passionnée du castillan, elle organise des voyages scolaires en Espagne et en Argentine.
Annie Herguido est, depuis 1985, membre de la Société historique et archéologique du Périgord. En 2008, elle entame sa retraite, après avoir arrêté sept ans auparavant d'enseigner l'espagnol. Elle vit actuellement à Savignac-les-Églises.

## Œuvre
- Arnaud et Brunissende ou L'étrange histoire de la Chapelle de Plaisance, Savignac-les-Églises, association « Au lever de rideau, les pages du Périgord », 1995, 27 p.
- Savignac-les-Églises : les chemins de l'histoire, éditions du Roc de Bourzac, 1er novembre 1998, 103 p. (ISBN 978-2-87624-103-9)
- Autour de Savignac-les-Églises : trois parcours chargés d'histoire, éditions du Roc de Bourzac, 2004, 103 p. (ISBN 978-2-87624-124-4)
- Coulaures entre causse et rivières du Périgord, éditions du Roc de Bourzac, 2009, 304 p. (ISBN 978-2-87624-136-7, BNF 41348700)
- Cet étonnant Joseph de Mourcin (1784-1856) ou La vie du savant périgourdin ami et disciple de Taillefer, Périgueux, Couleurs périgords, 29 avril 2012, 192 p. (ISBN 978-2-918213-13-0, BNF 42663466)
- 4 000 élèves, quelle aventure !, Thiviers, Par ailleurs, 2014, 175 p. (ISBN 979-10-93712-01-7, BNF 43881616)
- Une odeur de pain chaud, Thiviers, Par ailleurs, 2016, 169 p. (ISBN 979-10-93712-14-7, BNF 44522345)

## Distinctions
- Clochers d'or 2008 : Prix Institut Eugène le Roy pour Coulaures entre causse et rivières du Périgord[réf. nécessaire]
- Clochers d'or 2012 : Prix Jean-René Bousquet (400 €) pour Cet étonnant Joseph de Mourcin (1784-1856) ou La vie du savant périgourdin ami et disciple de Taillefer[5]